# Vrije weglengte
De vrije weglengte is in de kinetische gastheorie de gemiddelde afstand die een deeltje (molecuul) in een gas aflegt tussen twee botsingen in. De vrije weglengte van een willekeurig gasmolecuul wordt korter naarmate de druk in een gas toeneemt bij gelijkblijvende temperatuur. De vrije weglengte wordt langer met oplopende temperatuur bij gelijkblijvende druk. In formulevorm luidt de vrije weglengte λ als volgt:
{\displaystyle \lambda ={\frac {kT}{{\sqrt {2}}\pi \sigma ^{2}p}}}
waarbij:
k = boltzmannconstante
T = temperatuur (in kelvin)
πσ² = theoretisch oppervlak waar het molecuul botsing kan ondervinden
p = druk (in pascal)
In een afgesloten ruimte (waar geen moleculen in of uit kunnen) is de vrije weglengte slechts afhankelijk van het aantal moleculen, hun afmetingen en de beschikbare ruimte en dus onafhankelijk van druk en temperatuur. Druk en temperatuur zijn immers aan elkaar gekoppeld volgens de algemene gaswet.
Met gebruikmaking van deze gaswet kan de vrije weglengte worden herschreven als
{\displaystyle \lambda ={\frac {V}{nN_{\text{A}}\pi \sigma ^{2}{\sqrt {2}}}}}

waarbij
V = volume
n = aantal mol
NA = getal van Avogadro [/mol]
Kengetal Kn {\textstyle =\lambda /D,}, met λ de vrije weglengte en D een karakteristieke afmeting van een vacuümopstelling. Als Kn > 1 dan is er geen sprake van een samenhangende stroming. De atomen botsen immers veel vaker met de wanden dan met de atomen onderling. Als Kn < 0,01 dan is er sprake van een continuümstroming. De stroming wordt dan hoofdzakelijk bepaald door atoom-atoom botsingen. Een aangenomen rekenwaarde voor een molecuuldiameter is 0,3 nm. Bij 0 graden Celsius (=273 K) en 1 atmosfeer (=100 kPa) leidt dit tot een gemiddelde vrije weglengte van circa 94 nm.